# 沖本年男
沖本 年男（おきもと としお、1948年（昭和23年）8月28日 - ）は、日本の政治家、元高知県宿毛市長（1期）。

## 来歴
高知県出身。工学院大学卒。電気工事業に従事し、宿毛市議会議員を経て、2007年の高知県議会議員選挙に無所属で立候補し当選する。2011年に落選。同年11月宿毛市長選挙に立候補し、選挙戦では市政刷新を訴え、小中学校の再編見直しや一次産業の振興等を公約にし、当選する。市長時代は南海トラフ地震対策に力を入れ、公立小中学校や公共施設の耐震化を推進し、津波対策では、ハザードマップを近く作成した。さらに副市長や各課長などと会議を重ね、密接な情報交換を行った。市長を1期務め、2015年に退任した。2018年に旭日小綬章を受章した。